# NGC 1281
NGC 1281 is een elliptisch sterrenstelsel in het sterrenbeeld Perseus. Het hemelobject werd op 12 december 1876 ontdekt door de Deens-Ierse astronoom Johan Dreyer.

## Synoniemen
- PGC 12458
- MCG 7-7-67
- ZWG 540.108